# بوب براون (متسابق دراجات نارية)
بوب براون (بالإنجليزية: Bob Brown)‏ مواليد 9 مايو 1930 في سيدني - الوفاة 23 يوليو 1960 في شتوتغارت، كان متسابق دراجات نارية أسترالي. نافس في سباقات بطولة العالم لفئة 500 سي سي ولفئة 350 سي سي ولفئة 250 سي سي ولفئة 125 سي سي ولفئة 50 سي سي. كما شارك في كأس جزيرة مان السياحية. توفي إثر حادث تعرض له أثناء السباق.